# صابئ
الصابئ  هو اسم ذمّ كان يقال للرجلِ إِذا أَسْلمَ في زمن النبي محمد، والجمع صُباة.

## اللغة
يقال لمن أسلم «قد صَبَأَ»، قصدهم أَنه خرج من دين إِلى دين. وقد صَبَأَ يَصْبَأُ صَبْأً وصُبُوءاً، وصَبُؤَ يَصْبُؤُ صَبْأً وصُبُوءاً كلاهما: خرج من دين إِلى دين آخر، كما تَصْبَأُ النُّجوم أَي تَخْرُجُ من مَطالِعها.
وفي التهذيب: صَبَأَ الرَّجُلُ في دينه يَصْبَأُ صُبُوءاً إِذا كان صابِئاً. قال أَبو إِسحق الزجَّاج في قوله تعالى والصَّابِئين: معناه الخارِجِين من دينٍ إِلى دين. يقال: صَبَأَ فلان يَصْبَأُ إِذا خرج من دينه. وقال أَبو زيد يقال: أَصْبَأْتُ القومَ إِصْباءً إِذا هجمت عليهم، وأَنت لا تَشْعرُ بمكانهم، وأَنشد: هَوَى عليهم مُصْبِئاً مُنْقَضَّا وفي حديث بني جَذيِمة: كانوا يقولون، لمّا أَسْلَموا، صَبَأْنا، صَبَأْنا.
وكانت العرب تسمي النبي، صلى اللّه عليه وسلم، الصابِئَ، لأَنه خرج مِن دين قُرَيْش إِلى الإِسلام، ويسمون مَن يدخل في دين الإسلام مَصْبُوّاً، لأَنهم كانوا لا يهمزون، فأَبدلوا من الهمزة واواً، ويسمون المسلمين الصُّباةَ، بغير همز، كأَنه جَمْع الصابي، غير مهموز، كقاضٍ وقُضاةٍ وغازٍ وغُزاةٍ.

## التاريخ
حين أسلم عمر بن الخطاب في مكة قال جميل بن معمر «إن ابن الخطاب قد صَبأَ» فأجابه عمر «كذب، ولكنّي أسلمت»، قال جواد علي «ونحن إذا ما تتبعنا ما ورد عن لفظة صبأ وصابئ في الموارد الإسلامية نرى أن هذه الموارد تفسير لفظة صبأ بمعنى خرج من شيء إلى شيء، وخرج من دين إلى دين غيره. وتذكر أن قريشًا كانت تسمي النبي صابئا، والصحابة الصباة، أي الخارجين على دين قومهم، فإن هذا يدل على أن المراد من الصابئة بين العرب عند ظهور الإسلام هم المنشقون الخارجون على ديانة قومهم، أي على عبادة الأوثان والمنادين بالتوحيد، واطلاق قريش لفظة الصابئ والصباة على المسلمين بدلا من تسميتهم بمسلمين قضية مهمة جدا، يجب الاهتمام بها، وفي الأخبار أمثلة كثيرة على ذلك، ذكرت كتب الحديث والسير واللغة أن قريشًا دعت النبي صابئا، وفي جملة من دعاه بذلك عمر قبل إسلامه، ثم رمي عمر بها بعد إسلامه أيضًا. ولما أسلم أبو ذر الغفاري، انهال عليه أهل مكة بالضرب، لأنه صبأ وفتن وخرج عن دينهم. ولما أرادت زوج مطعم بن عدي خطبة ابنة أبي بكر إلى ابنها، ذكرت له أنها تخشى أن يؤثر على ولدها، فيكون من الصباة. وقد كانت لفظة الصباة والصباء بمعنى مسلمين عند المشركين، فالصابئون في نظر المشركين هم المسلمين، ولما ذهب سعد بن معاذ إلى معركة، أنبه أبو جهل على قدومه إليها بعد أن دخل في دين الصابئين، ولما قدم خالد بن الوليد على بني جذيمة، نادوه بأنهم صبئوا، أي دخلوا في الإسلام ويلاحظ أن الوثنيين أطلقوا هذه التسمية على كل من أسلم، وعلى كل من شكوا فيه ورأوا أنه ميال إليهم، فكانوا يرمونه بهذه التهمة. أما المسلمون، فلم يرتاحوا إليها. والظاهر أنها كانت سبة بالنسبة إليهم في ذلك العهد، بدليل إنهم كانوا يكذبون من كان يطلقها من المشركين عليهم ويرد عليهم ردا شديدا، فلما نادى جميل بن معمر الجمحي في قريش: ألا، إن ابن الخطاب قد صبأ، وذلك حين دخل في الإسلام، وشهد بذلك أمام النبي، نادى عمر من خلفه: كذب، ولكني أسلمت، وقالت قريش: صبأ عمر. ولا بد أن يكون لتكذيب عمر وغيره الوثنيين لتسميتهم المسلمين بهذه التسمية من سبب. وهو سبب يشعر أن أهل مكة إنما أطلقوها عليهم إهانة لهم وازدراء لشأنهم وعلى سبيل السبة، لأنها كانت سبة عندهم وذلك قبل الإسلام. وإلا لما انزعج المسلمون منها، وردوا على قريش بسببها ردا قبيحا. وقد رأيت أن المسلمين كانوا يفتخرون باطلاق الحنيفية عليهم، وإنهم كانوا يرون أن الحنفاء هم سلف المسلمين، وأن إبراهيم كان حنيفا وكان أول المسلمين».